# Модель Тюнена
Модель Тюнена (модель изолированного государства, теория сельскохозяйственного штандорта) — схема размещения сельскохозяйственного производства в зависимости от места сбыта продукции, предложенная немецким экономистом Иоганном фон Тюненом в работе «Изолированное государство в его отношении к сельскому хозяйству и национальной экономике» (1826).
По Марку Блаугу модель Тюнена — абстрактная географическая модель, описывающая «теорию выбора сельхозкультур» и «теорию интенсивности обработки земли».

## Допущения
В модели Тюнена принимаются следующие допущения:
- Государство представляет собой изолированную хозяйственную область в виде круга с почвой одинакового плодородия, с единым климатом.
- Земля совершенно плоская и не имеет ни рек, ни гор.
- В центре круга находится город, являющийся единственным рынком сбыта для продукции.
- Есть положительные затраты транспортировки, связанные с доставкой продуктов сельского хозяйства к городу, которые отличаются для различных сельскохозяйственных культур и влияют на конечную цену.
- Каждый фермер хочет быть поближе к городу, чтобы минимизировать транспортные расходы и максимизировать прибыль, что приводит к более высокой арендной плате за землю вблизи города и к её уменьшению по мере удаления от города, и фермер стоит перед выбором между арендной платой и транспортными затратами.
- Для каждого типа культур есть своя кривая спроса на землю, которая показывает, сколько фермеры готовы платить за землю в зависимости от расстояния до города так как для разных культур эти кривые отличаются, из-за различия цен в городе и разной величине транспортных расходов
- Фермеры, выращивающие определённую культуру, способны победить конкурентов (то есть готовы заплатить больше) на определённом расстоянии от города.
- По мере удаления от центра города сначала побеждают производители цветов, затем фермеры, выращивающие овощи, затем уже производители зерна. Это приводит к концентрическому распределению земли, используемой вокруг города, каждое кольцо состоит из ферм, которые выращивают одну и ту же культуру.

## Кольца Тюнена
Хозяйства будут опоясывать город (центр) со всех сторон и удаляться от него на равные расстояния, находясь в равновесии производства со спросом.
- Первый пояс — фермерское хозяйство, в котором развито огородничество и растениеводство. Основной вид продукции садовые ягоды, травы, овощи, сено, солома, молоко. Базис — пригородные участки.
- Второй пояс — лесное хозяйство. Основная продукция — строевой и поделочный лес, уголь, дрова и пр. Базис — пригородный лес.
- Третий пояс — шестипольное плодосменное хозяйство с высоким уровнем интенсивности. Продукт — картофель, ячмень, клевер, вика, овес, рожь. Базис — пахотная земля и чернозём.
- Четвёртый пояс — выгонное семипольное хозяйство, где земля используется менее интенсивно, совместно со скотоводством. Продукт — рожь, ячмень, овес, пастбище (3 периода), пар, молочные продукты. Базис — пашни и пастбища.
- Пятый пояс — трёхпольное зерновое хозяйство, специализированное на производстве зерна. Продукт — пшеница, ячмень, пар. Базис — поля и пашни.
- Шестой пояс — скотоводство и овцеводство. Продукт — мясо, шерсть и др. Базис — естественные пастбища.
- Седьмой пояс — охота на зверей и собирательство. Продукт — шкуры зверей, рыба, дичь, лесные орехи, грибы и др. Базис — дикий лес, тайга, степи.

## Принципы
В основе модели Тюнена лежат принципы:
1. При движении от центра к окраине происходит смена интенсивности использования земель, отсюда происходит специализация хозяйств.
2. По мере удаления от центра снижается интенсивность землепользования, снижается стоимость единицы производимой продукции за счёт снижения ренты на единицу площади земли.
3. Транспортные издержки на перевозку продукции возрастают по мере удаления от центра сбыта, в итоге рыночная стоимость оказывается примерно равной во всех системах использования земель, то есть эффективность производства продукции во всех зонах (кольцах) одинакова.

## Применение
А. Г. Гранберг описывает «кольца Тюнена» в 1980-х годах на Кубе в качестве схем размещения новых плантаций на равнине вокруг населенных пунктов — мест проживания аграриев. При разных условиях конкретный состав поясов будет иным, но принцип их чередования сохранится.
Во времена СССР анализ совхозов Московской и Ленинградской областей показал, что пригородные земли использовались более интенсивно, где рентный механизм заменялся аппаратными преимуществами, позволяющие совхозам повышать фондовооружённость, благодаря чему совхозы оставались рентабельными в условиях более дорогой рабочей силы. По мере удаления от города затраты земли, труда и основных фондов на рубль валовой продукции быстро росли, хозяйства становились более экстенсивными. По мере удаления от города затраты труда, основных фондов и фондовооружённость на 1 га быстро снижались.
В рамках новой экономической географии сельскохозяйственная модель Тюнена распространяется на промышленный сектор, используя современные инструменты анализа.